# سعاد عبد الله
سعاد عبد الله (2 سبتمبر 1950 -)، ممثلة كويتية، وتعد من أبرز الفنانات في الخليج، برزت في الأعمال الكوميدية التلفزيونية والمسرحية. وبالإضافة لكونها ممثلة، فلها مقدرة على أداء الأغاني، حيث شاركت في الكثير من الأوبريتات مع عبد الحسين عبد الرضا وخالد النفيسي والفنان السوري دريد لحام، وأيضًا أصدرت أغنية بعنوان «مكاري» في نهاية السبعينيات بمشاركة الفنانة باسمة حمادة ولمياء حمادة، كما قدمت الكثير من الأغاني الوطنية والرياضية. كما أنها وخلال مشوارها الفني قامت بكتابة فكرة أكثر من عمل فني شاركت به، ومنها مسلسلات الرماد، ودار الزمن.

## حياتها الشخصية
ولدت في البصرة جنوب العراق لعائلة عراقية الأصل في 2 سبتمبر وتاريخ ميلادها في الأوراق الرسمية هو 20 مايو/أيار 1949. توفي والدها وهي في عمر صغيرة، فتزوجت والدتها من تاجر كويتي وانتقلت معه للعيش في الكويت مع إخوتها أمل وسالم، حيث نشأت في منطقة شرق. في 5 سبتمبر 1968 تزوجت من المخرج الكويتي فيصل الضاحي وحصلت بعد زواجها منه على الجنسية الكويتية. أنجبت منه ثلاثة أبناء هم: طلال ويعمل كمهندس طيران، فواز ويعمل كمهندس، وعالية والتي تعمل في مجال الاستثمار.، وهي شقيقة الإعلامية أمل عبد الله، وأختها غير الشقيقة من والدتها هي الماكيرة سلوى سلمان التي تعاونت معها في عدة أعمال.

### طفولتها
أولى صفوفها تلقتها في «مدرسة البصرة الأساسية» وبعد انتقالها إلى الكويت عاشت طفولتها في جوار البحر. أتقنت منذ الصغر تقليد الأشخاص، وشاركت في المدرسة في مسرحيات تاريخية مثل «أم سلمة»، بعد ذلك احتضنت الدولة مشاركتها مع النشاط المدرسي من خلال وزارة التربية، وكلفت مجموعة من أهم فرسان النشاط المدرسي ليتكفلوا برعايتها، منهم ماما أنيسة المسؤولة في التربية، وعلي الزفتاوي، وعبد القادر نجيب شقيق المخرج المسرحي حسن عبد السلام.

### حياتها العلمية
التحقت بالمعهد العالي للفنون المسرحية في عام 1975 وتخرجت منه بتقدير جيد جداً عام 1979، وكان في دفعتها الدراسية علي المفيدي، مبارك سويد وكاظم الزامل. أمّا عميد المعهد في تلك الفترة فكان سعيد خطاب.

## مشوارها الفني
بدأت مشوارها في العام 1963 مع الفنان الراحل محمد النشمي في برنامج تلفزيوني بعنوان «ديوانية التلفزيون»، ثم بدأت في مجال المسرح عام 1964 مع «فرقة المسرح الكويتي» بمسرحية حظها يكسر الصخر من تأليف وإخراج محمد النشمي، وفي عام 1965 مثلت مع ذات الفرقة بمسرحية بغيتها طرب صارت نشب من تأليف محمد النشمي أيضًا وإخراج ثامر السيار. واستمر تعاونها مع «فرقة المسرح الكويتي» حيث قدمت مسرحيات السدرة وقاضي إشبيلية. انتقلت بعد ذلك إلى «فرقة المسرح العربي» وشاركت في مسرحيتي إغنم زمانك و30 يوم حب، كما مثلت مع «مسرح الخليج» مجموعة من المسرحيات منها عنده شهادة، الحاجز، الله يا الدنيا، عريس لبنت السلطان، الحامي والحرامي،
كما قامت بتقديم مسرحيات مع فرق أخرى، ومنها: علي جناح التبريزي، على هامان يا فرعون، وعزوبي السالمية. كما قدمت العديد من الأعمال الكوميدية والتراجيدية ما بين مسلسلات ومسرحيات وبرامج وفوازير وسهرات تلفزيونية وأوبريتات ومسلسلات إذاعية خلال مسيرتها الفنية. وهي أول فنانة خليجية تقدم برامج فوازير ومسابقات، حيث قدمت برنامج مسابقات رمضان شاركها فيه الفنان عبد الحسين عبد الرضا وحمل اسم أمثال وغطاوي وذلك بأسلوب خليجي. ومنذ بداية تسعينات القرن العشرين اتجهت للأعمال الدرامية ذات الطابع التراجيدي.

### تهديدها بالطرد من المدرسة
في العام 1963 قدمتها وكيلة مدرسة الميدان، حيث كانت تتعلّم، في مسرحية «المطوعة»، فكان الدور التمثيلي الأول لها على خشبة المسرح. مع ذلك لم يخلُ العام الأول في حياتها الفنية من أحداث ومعوقات كادت تجبرها على إجهاض مسيرتها الفنية. وفي عام 1964 وجدت نفسها أمام خيارين حاسمين: إما ترك الفن أو متابعة تحصيلها العلمي، وذلك على أثر تغيبها في إحدى المرات ثلاثة أيام عن المدرسة بسبب انشغالها بتسجيل سهرة للتلفزيون، وعند عودتها إلى المدرسة وجدت العقاب بانتظارها بالإضافة إلى قرار الإدارة بضرورة تحديد خيارها، في تلك المرحلة الحرجة هّبت لمساعدتها من هذا المأزق الممثلة المصرية فاتن أنور وكانت في تلك الفترة تعمل مدرّسة اللغة الإنجليزية في الكويت، فتعاطفت معها وكانت تواسيها وتشجعها على السينما.

### ثنائيات

مع عبد الحسين عبد الرضا في مشهد من أوبريت بساط الفقر

شكلت خلال مشوارها الفني ثنائيات مميزة تركت بصمة لدى المشاهد الكويتي، منها مشاركتها للفنان عبد الحسين عبد الرضا في عدد من الأعمال الفنية المميزة مثل درس خصوصي، عزوبي السالمية، على هامان يا فرعون، أوبريت بساط الفقر، أوبريت مداعبات قبل الزواج، أوبريت شهر العسل، أوبريت بعد العسل، زمان الاسكافي وغيرها.
كما قدمت مع الفنانة حياة الفهد سلسلة من أهم الأعمال التلفزيونية الناجحة منها: رقية وسبيكة، على الدنيا السلام، خالتي قماشة، سليمان الطيب، خرج ولم يعد، درس خصوصي وغيرها.

## أعمالها

### في التلفزيون
| السنة | المسلسل                      | الشخصية           |
| ----- | ---------------------------- | ----------------- |
| 1964  | قاتل أخيه - سباعية تلفزيونية |                   |
| 1965  | ثقوب في الثوب الأسود         |                   |
| 1967  | القلب الكبير                 |                   |
| 1971  | الحدباء                      |                   |
| 1971  | خلف الجدران                  |                   |
| 1973  | حيرة البداية                 |                   |
| 1974  | ألوان من الحب                | شخصيات متعددة     |
| 1974  | أسطورة الصحراء               | ندى               |
| 1977  | دنيا المهابيل                | سعاد              |
| 1977  | رحلة عذاب - سباعية تلفزيونية |                   |
| 1978  | ابن سينا                     | سعدى              |
| 1979  | نساء في شعاع النبوة          |                   |
| 1980  | الرحيل                       | نورة              |
| 1980  | بيت أبو خالد                 | نجات              |
| 1980  | حياتنا                       |                   |
| 1981  | طيور على الماء               | هند               |
| 1981  | المصير                       | ليلى              |
| 1981  | الأشجار تموت واقفة           | نورية             |
| 1981  | درس خصوصي                    | سعاد              |
| 1982  | أحلام صغيرة                  | حصة               |
| 1982  | خرج ولم يعد                  | دلال              |
| 1983  | خالتي قماشة                  | محبوبة            |
| 1983  | غدا تبدأ الحياة              | سعاد              |
| 1986  | رقية وسبيكة                  | رقية              |
| 1986  | بيت الأوهام                  | نورة              |
| 1987  | على الدنيا السلام            | مبروكة            |
| 1989  | إلى الشباب مع التحية         | نورة              |
| 1990  | للحياة بقية                  | فاطمة             |
| 1992  | الخروج من الهاوية            | أم مبارك          |
| 1993  | سليمان الطيب                 | طيبة              |
| 1998  | زمان الاسكافي                | دليلة             |
| 2000  | أبناء الغد                   |                   |
| 2000  | عيال الذيب                   | أم نايف           |
| 2001  | بيت بلا أبواب                | أمل               |
| 2001  | القدر المحتوم                | بدرية             |
| 2001  | بقدر ما تحمل النفوس          | حصة               |
| 2002  | حكم البشر                    | عواطف             |
| 2003  | يا خوي                       | عائشة             |
| 2004  | بعد الشتات                   | هند               |
| 2005  | صحوة زمن                     |                   |
| 2006  | جادة 7                       | غنيمة             |
| 2006  | الرحى                        | نورة              |
| 2007  | شاهين                        | أم شاهين          |
| 2008  | دار الزمن                    | فضيلة             |
| 2008  | فضة قلبها أبيض               | فضة               |
| 2009  | أم البنات                    | شريفة             |
| 2010  | نور في سماء صافية            | صافية             |
| 2010  | زوارة الخميس                 | موزة              |
| 2011  | فرصة ثانية                   | حصة               |
| 2012  | غريب الدار                   | فاطمة / غنيمة     |
| 2012  | خوات دنيا                    | أنيسة             |
| 2013  | البيت بيت أبونا              | نعيمة             |
| 2013  | الواجهة                      | مريم              |
| 2014  | ثريا                         | ثريا / موضي       |
| 2015  | أمنا رويحة الجنة             | فاطمة             |
| 2016  | نوايا                        | شيخة              |
| 2016  | ساق البامبو                  | غنيمة             |
| 2017  | كان في كل زمان               | شخصيات متعددة     |
| 2018  | عبرة شارع                    | انتصار            |
| 2018  | هم نوايا                     | شيخة              |
| 2019  | أنا عندي نص                  | أسماء             |
| 2020  | جنة هلي                      | أديبة             |
| 2022  | سيدة العتمة                  | نائلة الراث/بثينة |
| 2022  | ناطحة سحاب                   | عامرة             |
| 2023  | مجاريح                       | غنيمة             |

#### الأفلام التلفزيونية
| سنة الإنتاج | السهرة                 | الشخصية     |
| ----------- | ---------------------- | ----------- |
|             | العائلة                | مريم        |
|             | لعبة القدر             | أمينة       |
| 1966        | تحية وبعد              |             |
| 1968        | شكرًا زوجي العزيز       | سعاد        |
| 1968        | الثمرة المرة           | غنيمة       |
| 1968        | إنسان                  | سعاد        |
| 1968        | الثمرة المرة           | غنيمة       |
| 1968        | الحائرة                |             |
| 1968        | عانس                   |             |
| 1968        | الساق المبتورة         |             |
| 1968        | مطلوب زوج              |             |
| 1968        | الأيدي الخشنة          | سعاد        |
| 1970        | وبدأ الحب              | بدرية       |
| 1970        | ثمرة التجربة           |             |
|             | حاجز الوهم             |             |
| 1972        | الصمت في الطريق الطويل |             |
| 1973        | الصوت المجهول          |             |
| 1974        | أوراق الخريف           | مريم        |
| 1975        | الاحتقار               | دلال        |
| 1976        | طيبة وبدر              | طيبة        |
| 1977        | وأخيرًا عرفت الحقيقة    | سعاد        |
| 1977        | أزهار الشك             | هدى         |
| 1981        | الرماد                 | ليلى        |
| 1985        | الصفعة                 | عايشة       |
| 1985        | لم تكن أمنيتي          |             |
| 1985        | الانحدار               |             |
| 1986        | أنا وأختي              |             |
| 1988        | المواجهة               | فاطمة       |
| 1989        | امرأة مختلفة           |             |
| 1990        | الأمل الضائع           | نوال        |
| 1990        | لعبة الكراسي           |             |
| 1996        | وسمية تخرج من البحر    | أم عبد الله |

### من المسرحيات
| سنة الإنتاج | المسرحية            |
| ----------- | ------------------- |
|             | لعبة الزمن          |
| 1963        | حظها يكسر الصخر     |
| 1965        | عنده شهادة          |
| 1965        | بغيتها طرب صارت نشب |
| 1966        | الحاجز              |
| 1966        | إغنم زمانك          |
| 1967        | الله يا الدنيا      |
| 1971        | الدرجة الرابعة      |
| 1971        | رجال وبنات          |
| 1973        | 30 يوم حب           |
| 1974        | فوضى                |
| 1975        | حفلة على الخازوق    |
| 1975        | أم الزين - في قطر   |
| 1975        | رسائل قاضي إشبيلية  |
| 1975        | علي جناح التبريزي   |
| 1977        | السدرة              |
| 1978        | عريس لبنت السلطان   |
| 1978        | على هامان يا فرعون  |
| 1979        | عزوبي السالمية      |
| 1982        | حلاق بغداد          |
| 1985        | فرحة أمة            |
| 1988        | الحامي والحرامي     |
| 1992        | في خندق الاحتلال    |
| 1997        | جنون البشر          |

### الأوبريتات
| سنة الإنتاج | الأوبريت                     |
| ----------- | ---------------------------- |
|             | ألعاب شعبية                  |
|             | السبت سبمبوت                 |
|             | المطرب القديم                |
|             | ردت الطيارة                  |
| 1975        | مداعبات قبل الزواج           |
| 1977        | الكويت بين الماضي والحاضر    |
| 1978        | شهر العسل                    |
| 1979        | بساط الفقر                   |
| 1986        | مسابقات رمضان - أمثال وغطاوي |
| 1989        | بعد العسل                    |
| 1980        | الإنسان الأول                |
| 1990        | الليلة المحمدية              |

### من الأعمال الإذاعية
- مليونير تحت التجربة.
- زهرة البرتقال وفاتح بلاد الفال.
- محامي بلا قضية.
- نافذة على التاريخ.
- وراك وراك.
- جدائل الشيب.
- خميس بو خميس
- أرجوك أخرجني من هذا البرميل.
- المسامح كريم.
- راعي الديوانية.
- صدفة تلاقينا.[21]
- مباركين عرس الاثنين.
- سواها البخت.
- رفعت الجلسة.

### تقديم البرامج
| سنة الإنتاج | البرنامج                 | بمشاركة           | عرض على        |
| ----------- | ------------------------ | ----------------- | -------------- |
|             | الملالة                  | عبد الرحمن النجار | تلفزيون الكويت |
| 1963        | ديوانية التلفزيون        | محمد النشمي       | تلفزيون الكويت |
| 1977        | مع الكلمة والحوار والنغم |                   | تلفزيون الكويت |
| 1981        | قيس وليلى                |                   | تلفزيون الكويت |
|             | الليلة عندنا سهرة        |                   | تلفزيون الكويت |
|             | يا ليلة دانة             |                   | تلفزيون الكويت |
|             | أسماء النبي              |                   | تلفزيون الكويت |

### المساهمات الوطنية
ساهمت في العديد من الأعمال الوطنية في فترة الغزو العراقي للكويت، وذلك خلال وجودها في القاهرة:
- مسرحية سوف نبقى واقفين.
- أوبريت الليلة المحمدية.
- في حب الكويت

وبعد تحرير الكويت قدمت :
- مسرحية كويت الصمود والتحدي.
- مسرحية فجر الخميس.
- مسرحية خندق الاحتلال.

بالإضافة إلى العديد من البرامج التلفزيونية والأغاني الوطنية والأوبريتات الخاصة بالغزو العراقي للكويت.

### المساهمات الفنية
- 1977: شاركت في لجان التحكيم في مهرجان الخليج.
- 1999: ترأست لجنة التحكيم في مهرجان الشارقة المسرحي.
- 2000: شاركت في لجان التحكيم في مهرجان الكويت المسرحي في دورته الرابعة.
- 2000: شاركت في أعمال الملتقى الأدبي السادس لرابطة أديبات الإمارات.

### العضويات والمناصب
- 1990: عضو في الهيئة العالمية للمسرح.
- 2003: اليونيسيف - عينت في منصب سفير النوايا الحسنة لمنطقة الخليج العربي.[3] لكنها استقالت بعد الحرب الإسرائيلية على لبنان بصيف عام 2006 بسبب عدم اتخاذ الأمم المتحدة موقف حازم ضدها.[23]

## الجوائز والتكريم
حاصلة على العديد من الجوائز والتكريمات:
- مجلس التعاون الخليجي - «مهرجان الخليج» الأول والثاني والثالث.[3]
- 1976:  تونس - جائزة «الريادة الأولى للمسرح».
- 1977:  الكويت - شهادة تقديرية من «فرقة المسرح العربي».
- 1989:  تونس - «مهرجان قرطاج المسرحي».[3]
- 1993:  الكويت - تكريم من الإعلامية عائشة اليحيى.
- 1996:  مصر - «مهرجان القاهرة للإذاعة والتلفزيون» عن دورها في الفيلم التلفزيوني وسمية تخرج من البحر.[3]
- 2000:  مصر - «مهرجان القاهرة للإذاعة والتلفزيون».[3]
- 2002:  الكويت - «جائزة الدولة التقديرية».[24]
- 2008:  مصر - «مهرجان القاهرة للإذاعة والتلفزيون».[25]
- 2008:  الأردن - تكريم في «مهرجان المسرح العربي».[26]
- 2008:  الكويت - تكريم في «مهرجان محمد عبد المحسن الخرافي للابداع المسرحي» بدورته الخامسة.
- 2009:  تونس - «المهرجان العربي للإذاعة والتلفزيون الرابع عشر»، ذلك عن دورها في فضة قلبها أبيض.[27]
- 2011:  الكويت - تكريم من «جمعية بيادر السلام النسائية».[28]
- 2012:  الأردن - جائزة تايكي في «دورة المرأة العربية»[29]
- 2013:  الكويت - درع تقدير من «حفل تكريم رواد الفن الكويتي».[30]
- 2015:  البحرين - تكريم من مبادرة «نفتخر بكم» تقديرا لعملها الإنساني.[31]
- 2016:  عُمان - تكريم في مهرجان مسقط السينيمائي الدولي في دورته التاسعة، مارس 2016.[32][33]
- 2017:  الكويت - درع تكريمي من «طالب الرفاعي».[34]
- 2018:  الإمارات العربية المتحدة-أوسكار مجلة سيدتي كأفضل ممثلة خليجية[35]
- 2018:  لندن - جائزة المرأة العربية لعام 2018، تكريمًا لما أنجزته في 5 عقود في الحركة الدرامية.[36]
- 2019:  الأردن - تكريم من مهرجان ليالي المسرح الحر في الأردن بدورته الرابعة عشر[37]
- 2019:  السعودية - تكريم الفنانة سعاد عبد الله في حفل صناع الترفيه في الرياض، 15 أكتوبر 2019.[38]
- 2023:  السعودية - تكريم الفنانة سعاد عبد الله بجائزة صناع الترفيه الفخرية في حفل صناع الترفيه في الرياض، 21 يناير 2023.[39]

## روابط خارجية
- سعاد عبد الله على موقع IMDb (الإنجليزية)
- سعاد عبد الله على موقع روتن توميتوز (الإنجليزية)
- سعاد عبد الله على موقع قاعدة بيانات الأفلام العربية
- سعاد عبد الله على موقع ميوزك برينز (الإنجليزية)
- سعاد عبد الله على موقع ديسكوغز (الإنجليزية)
- سعاد عبد الله على موقع قاعدة بيانات الفيلم (الإنجليزية)
- سعاد عبد الله على موقع ليتربوكسد (الإنجليزية)
- سعاد عبد الله على موقع كينوبويسك (الروسية)